# Limnophila bathrogramma
Limnophila bathrogramma är en tvåvingeart som beskrevs av Alexander 1929. Limnophila bathrogramma ingår i släktet Limnophila och familjen småharkrankar. Inga underarter finns listade i Catalogue of Life.